# لودا (مغنية)
لي لو دا، المعروفة بإسم لودا (بالكورية: 이루다)‏ هي مغنية وممثلة كورية جنوبية، ولدت يوم 6 فبراير 1997 في سول في كوريا الجنوبية.

## روابط خارجية
- لودا على موقع IMDb (الإنجليزية)
- لودا على موقع IMDb (الإنجليزية)
- لودا على موقع ميوزك برينز (الإنجليزية)
- لودا على موقع ديسكوغز (الإنجليزية)
- لودا على موقع قاعدة بيانات الفيلم (الإنجليزية)